# SLIDE
SLIDEはレクサスによって開発されたホバーボードである。ボードは断熱構造の内部に液体窒素で冷却される2個の大型高温超伝導体を備え、磁束ピン止め効果によって永久磁石が敷設された道路上で浮上する。